# Municipio de Jackson (condado de Clark)
El municipio de Jackson (en inglés: Jackson Township) es un municipio ubicado en el condado de Clark en el estado estadounidense de Misuri. En el año 2010 tenía una población de 434 habitantes y una densidad poblacional de 3,11 personas por km².

## Geografía
El municipio de Jackson se encuentra ubicado en las coordenadas 40°19′2″N 91°40′45″O / 40.31722, -91.67917. Según la Oficina del Censo de los Estados Unidos, el municipio tiene una superficie total de 139.42 km², de la cual 138,46 km² corresponden a tierra firme y (0,69 %) 0,96 km² es agua.

## Demografía
Según el censo de 2010, había 434 personas residiendo en el municipio de Jackson. La densidad de población era de 3,11 hab./km². De los 434 habitantes, el municipio de Jackson estaba compuesto por el 96,08 % blancos, el 1,38 % eran afroamericanos, el 1,15 % eran asiáticos y el 1,38 % eran de una mezcla de razas. Del total de la población el 0 % eran hispanos o latinos de cualquier raza.